# فهرست شاعران پشتو
فهرستی از شاعران زبان پشتو:
- میرویس خان نیکه
- ملنگ جان
- امیر کرور
- بیتنی
- خوشحال‌خان ختک
- احمد شاه ابدالی
- رحمان بابا
- کبیر ستوری
- غنی خان
- اجمل ختک
- عبدالحمید بابا
- دولت خان لانرایی
- حمزه شینوری (بابای غزل)
- رحمت شاه سائل
- خطیر آفریدی
- دیدار یوسف‌زائی
- قلندر مهمند
- اکرم‌الله گران
- محمد صدیق روحی
- اشرف مفتون
- عبدالرحیم مجذوب
- سمندرخان سمندر
- پریشان خَتَّک
- شمس‌القمر اندیش
- عبدالهادی داوی
- اسماعیل سربنی در حدود سال هزار مسیحی،
- شیخ اسعد سوری شاعر دربار سوریهای غور (متوفی بسال ۴۲۵ هجری / ۱۰۳۳ م.)
- شکارندوی‌بن احمد کوتوال فیروزکوه غور متوفی در حدود سال ۱۱۵۰ م.
- ملک‌یار غرشین متوفی در حدود سال ۱۱۵۰ م.
- تایمنی متوفی در حدود سال ۱۱۵۰ م.
- قطب‌الدین بختیار کاکی‌بن احمدبن موسی متولد بسال ۵۷۵ ه‍ . ق./ ۱۱۷۹ م. و متوفی بسال ۶۳۳ ه‍ . ق./ ۱۲۳۵ م.،
- شیخ تیمن‌بن کاکر متوفی در حدود سال ۱۱۵۰ م.
- شیخ متی‌بن شیخ عباس‌بن عمربن خلیل متوفی بسال ۶۲۳ ه‍ . ق./ ۱۲۲۶ م.،
- باباهوتک متولد بسال ۶۶۱ ه‍ . ق./ ۱۲۶۲ م. و متوفی بسال ۷۴۰ ه‍ . ق./ ۱۳۳۹ م.،
- سلطان بهلول لودی متوفی بسال ۸۹۴ ه‍ . ق./ ۱۴۸۸ م.
- خلیل‌خان نیازی متوفی در حدود سال ۱۱۸۸ م.
- اکبر زمین داوری متوفی در حدود سال ۱۳۵۰ م.
- شیخ عیسی مِشوانی متوفی در حدود سال ۱۴۶۵ م.
- شیخ بستان بریخ متوفی در حدود سال ۹۹۸ ه‍ . ق./ ۱۵۵۹ م.،
- ملاالف هوتک متوفی در حدود سال ۱۵۹۱ م.،
- ملامست زمند متوفی در حدود سال ۹۵۰ ه‍ . ق./ ۱۵۴۳ م.،
- میرزاخان انصاری متوفی در حدود سال ۱۵۹۱ م.،
- دولت‌الله لوانی متوفی در حدود سال ۱۵۹۱ م.
- زرغون‌خان نورزی فراهی متوفی بسال ۹۲۱ ه‍ . ق./ ۱۵۱۵ م.
- دوست‌محمد کاکر متوفی در حدود سال ۹۰۰ ه‍ . ق./ ۱۴۹۴ م.
- علی سرور لودی متوفی بسال هزار ه‍ . ق./ ۱۵۹۱ م.
- خوشحال‌خان ختک (۱۶۱۳-۱۶۹۴)
- عبدالرحمن بابا متولد بسال ۱۰۴۲ ه‍ . ق./ ۱۶۳۲ م.
- حمید مهمند متوفی در حدود سال ۱۶۹۰ م.
- پیرمحمد کاکر متوفی در حدود سال ۱۷۷۰ م.